# Selo (gmina Krško)
Selo – wieś w Słowenii, w gminie Krško. W 2018 roku liczyła 10 mieszkańców.